# 그리스 집단학살

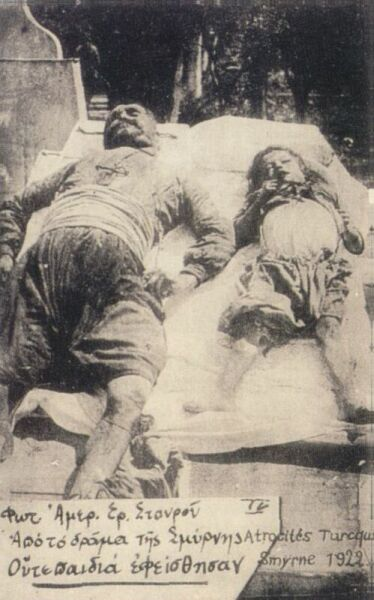

그리스 집단학살은 터키의 전신인 오스만 제국이 감행한 제1차 세계 대전 도중과 또는 그 이후에 아나톨리아 지역에서 발생한 그리스교도 그리스인을 대상으로 한 집단학살이다. 1913년부터 1922년까지 이루어졌다. 45만명에서 75만명 정도가 학살당한 것으로 추정되고 있다.